# Молчи, грусть, молчи
«Молчи́, грусть, молчи́» (и «Сказка любви дорогой», 1918) — художественный двухсерийный немой фильм Петра Чардынина и актрисы Веры Холодной. Последняя актёрская работа звезды немого кино. Сохранилась только первая серия. Фильм перешёл в общественное достояние.

## Сюжет

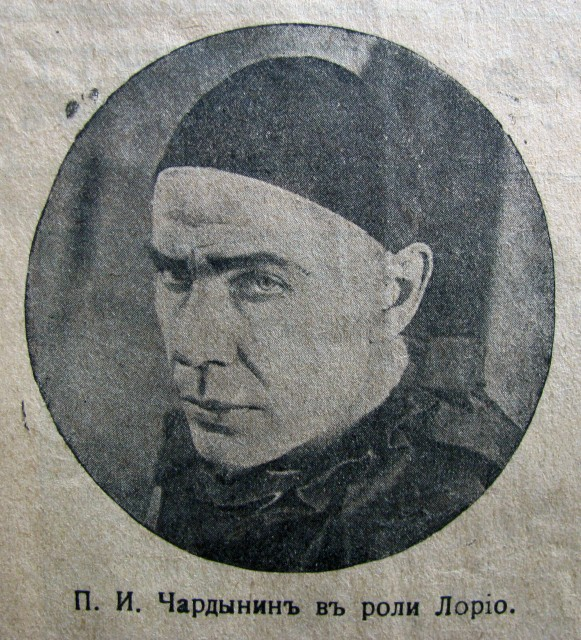
На афише фильма — Пётр Чардынин в роли Лорио

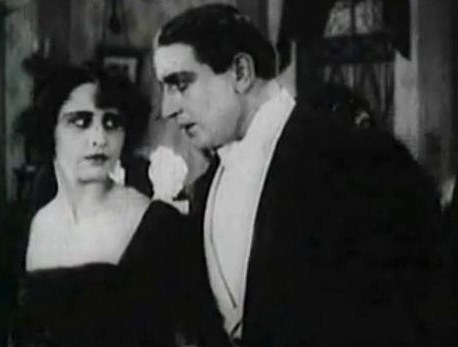
В кадре из фильма — Вера Холодная и Осип Рунич

Скрипач-эквилибрист Лорио (Пётр Чардынин) и его жена Пола (Вера Холодная; в нескольких современных источниках — Лола) получают бенефис в цирке. Во время исполнения сложного номера подвыпивший Лорио теряет равновесие и падает с большой высоты. Он остаётся жив, но увечье лишает его возможности выступать. Пола и Лорио живут впроголодь, зарабатывая сущую мелочь как уличные музыканты.
Однажды Полу и Лорио замечают возвращающиеся с прогулки коммерсант Прахов (Иван Худолеев) и его приятель Зарницкий (Осип Рунич). Пола нравится обоим, и они решают пригласить музыкантов на вечеринку. Прахов начинает откровенно ухаживать за Полой, дарит ей драгоценное ожерелье и предлагает бросить нищего Лорио и переехать к нему. Пола сначала отказывается, но затем принимает его предложение. Она посылает на квартиру Лорио праховского камердинера (Михаил Массин), который должен передать Лорио прощальное письмо и забрать вещи Полы.
Лорио в отчаянии, а Пола начинает новую жизнь. Она обеспечена и счастлива, беспечна и легкомысленна. Однако её легкомыслие быстро надоедает Прахову. Он видит, что Пола нравится богатому помещику Телепнёву (Витольд Полонский). Решив избавиться от девушки, он предлагает её Телепнёву, каламбуря по поводу её имени, «из полы в полу». Пола, случайно услышав этот разговор, вспыхивает и порывает с Праховым, не оставляя надежды и Телепнёву. Но и возвращаться к Лорио она не хочет. В этот момент ей делает предложение Зарницкий и Пола переезжает к нему.
Зарницкий живёт как обеспеченный мещанин, но он страстный и неудачливый игрок. Проиграв крупную сумму Телепнёву, он крадёт у Полы ожерелье, подаренное ей Праховым, а затем подделывает банковский чек. Телепнёв приглашает Зарницкого вместе с Полой к себе на вечеринку. Пола не хочет идти, но Зарницкий, которому необходимо что-то предпринять, чтобы Телепнёв не предъявил к оплате фальшивый чек, уговаривает её пойти на вечеринку и спеть. Пока гости слушают Полу, Зарницкий пытается выкрасть чек из сейфа Телепнёва, однако включает сигнализацию. Он пытается скрыться в тёмной комнате, но Телепнёв, не узнав в темноте, убивает его выстрелом из пистолета.
На этом заканчивается сохранившаяся часть первой серии фильма. Финал серии, в котором Телепнёв предлагает впавшей в отчаяние Поле остаться жить у него и она в полуобмороке принимает его предложение, известен по письменным изложениям сюжета.
Вторая серия не сохранилась. Её сюжет известен по описанию в «Кино-газете». Смерть Зарницкого заставляет Полу сойтись с Телепнёвым. Тот заказывает Волынцеву портрет Полы, художник и натурщица влюбляются друг в друга. Телепнёв ранит художника на дуэли. Волынцев делает Поле предложение, но гипнотизёр-иллюзионист Прасвич рассказывает матери Волынцева о сомнительном прошлом Полы. Та убеждает Полу покинуть её сына. Пола сопровождает гипнотически действующего на неё Прасвича в заграничном турне. Волынцев и Лорио объединяют усилия, чтобы освободить Полу от Прасвича, однако измученная испытаниями Пола умирает.

## Значение
Фильм был снят в ознаменование 10-летнего юбилея российского кинематографа и как бенефис Петра Чардынина, который был на этой картине режиссёром, сценаристом и исполнителем одной из главных ролей.

## Отзывы
Фильм имел феноменальный зрительский успех, однако отзывы современной ему критики были противоречивыми. 
Подробная рецензия Валентина Туркина (под псевдонимом Веронин) признавала, что фильм увлекательный и мастерски сделанный, чтобы затем начать перечисление его многочисленных недостатков: «обычность», банальность жанра, тематики, характеров и декораций, его откровенную «театральность» и отсутствие художественной новизны. В. Туркин писал: «В юбилейной картине как будто нарочно дана характеристика обычному для экрана литературному вкусу, вернее, режиссёрскому литературному вкусу, столь возлюбившему плакучую мелодраму, салонную драму, детективные сюжеты, трюки, обстановочность и иную ребячливую сцену, щекочущую нервы, развинченные театральностью, и вызывающую удивление „возможностями экрана по сравнению со сценой“».
Ромил Соболев в книге «Люди и фильмы русского дореволюционного кино» (1961) считал, что «в творческом плане „Молчи, грусть, молчи!“ оказалась лебединой песнью дореволюционного кино».
Известный кинокритик Нея Зоркая считала, этот фильм является «как бы каталогом, итоговой аннотацией всех предыдущих картин с участием Веры Холодной». Она писала: «Героиню — циркачку Полу Чардынин (он был и автором сценария) провёл через несколько эпизодов, каждый из которых представляет собой завершённый сюжет, нанизанный на общий стержень». При этом «тема обаятельной, чарующей, но губительной власти богатства над слабой женской душой, роковой скачок ввысь к роскоши, свету, красивому пороку встают в центр фильма, множась несколькими историями». Режиссёр картины П. Чардынин «отдал первую партию любимой героине русской публики, позволил пережить её уже ставшую классической „судьбу“ несколько раз, на протяжении двух серий одного фильма».
Впоследствии Нея Зоркая в книге «История советского кино» (2005) дала следующую оценку фильма:

«лебединой песнью» частновладельческого кино видится самая знаменитая двухсерийная лента 1918 года «Молчи, грусть, молчи (Сказка любви дорогой)»… Это была трогательная и чувствительная история неотразимой циркачки Полы, которую играла Вера Холодная. А вокруг героини Чардынин собрал целый букет партнеров, «королей экрана»….

Кинокритик Р. Морли писала что, несомненно, «фильм „Молчи, грусть, молчи“ крепко укоренён в кинематографическом наследии». При этом, полемизируя с Верониным и Зоркой, она считала, что «Чардынин активно стремился к гипертрофированной интертекстуальности», которая «придает фильму прощальный характер и … в фильме, как намекает название, преобладает атмосфера невыносимой грусти».

«Молчи, грусть, молчи…» — намного больше, чем усталое повторение более ранних фильмов. Вера Холодная, являющаяся для большинства критиков «центром и фокусом» фильма, воплотила грусть, угнетающую Полу, став также пророческим символом смерти того кинематографа, в котором она была королевой.

Одна из характерных для начала XXI века оценок фильма приведена в «Российской газете»:

Настоящая мелодрама! Богачи уводят красавицу циркачку у друга, получившего увечье на арене, и пускают по рукам… Самая знаменитая фильма Веры Холодной. По мнению революционной критики — апогей безыдейности буржуазного искусства. Тем и очаровывает.
Киновед Лидия Зайцева относила фильм «к своеобразным шедеврам, в самой полной мере вобравшим в себя достижения и особенности раннего русского кинематографа».

Картина «Молчи, грусть, молчи…» как бы суммирует все стереотипы, которые сложились к тому времени в русском кинематографе, и в этом смысле она оказалась явлением примечательным. Её автор претендовал и на психологизм, восходящий к литературной традиции, и нещадно эксплуатировал романсовые, экстатические ноты. Не раз, сообразно сюжетной линии Полы, лента обращается к канонам бытовой драмы, не забывая при этом о цирковых эффектах. Режиссёр прекрасно понимает как надо снимать подобные фильмы… Если иметь в виду своеобразный синтез жанровых форм, а также колоссальный опыт театра и литературы, в нём задействованный, то «Молчи, грусть, молчи…» следует отнести к произведениям весьма примечательным — «суммарным». Он даёт исчерпывающее представление о пройденном пути кинематографа в целом на примере одного из самых лучших его образцов.

## Факты
- Кроме основного постановщика Петра Чардынина сорежиссёрами фильма были также Чеслав Сабинский и Вячеслав Висковский[1][24].
- Фильм был выпущен в прокат «всероссийской премьерой» 14 мая (1 серия) и 21 мая (2 серия) 1918 года[1][24].
- «Молчи, грусть… молчи…» и «Сказка любви дорогой» — две строчки романса, который рефреном проходит через всю картину[16].
- В конце 1920-х годов картина была признана безнадёжной в цензурном отношении, являющейся «совершенно чуждой советскому зрителю» и абсолютно неприемлемой в условиях новой советской действительности[25][26]. Тем не менее в газете «Кино» от 3 января 1928 г. упоминается о длинных очередях при демонстрации этого фильма в рамках «Вечеров старой фильмы» в кинотеатре «Малая Дмитровка» (с повторами 15 февраля и 22 марта того же года)[26].